# Trachemys decussata
Trachemys decussata (лат.) — вид пресмыкающихся из семейства американских пресноводных черепах.
Общая длина карапакса достигает 27—39 см. Наблюдается половой диморфизм: самки крупнее самцов. Голова среднего размера. Морда тупая и округлая. Шея довольно длинная. Карапакс широкий, плоский, овальной формы, удлиненный, с небольшим килем. На карапаксе имеются многочисленные морщины. Задняя часть заострена. Пластрон удлиненный, плоский. У самцов длинные когти, длинные и толстые хвосты.
Голова зелёная или оливково-коричневая с жёлтыми полосами. По бокам головы имеется 2—3 полосы и ещё одна идёт от угла рта к шее. Челюсти жёлтые или бледные, шея, конечности и хвост с жёлтыми полосами. Цвет карапакса варьирует от коричневого, оливково-коричневого до зелёного. Узор из светлых кругов с тёмной точкой в центре виден только у молодых черепах. Окраска пластрона жёлтая с тёмным рисунком из пятен.
Подвиды различаются по рисунку и карапаксом. У Trachemys decussata decussata карапакс широкий, удлиненный, плоский или куполообразный. Кожа окрашена в зелёные или оливковые цвета. Рисунок пластрона тёмный и тянется вдоль швов. У Trachemys decussata angusta серовато-коричневая окраска, карапакс удлиненный и умеренно куполообразный.
Любит болота и озёра, равнинные ручьи и реки с мягким грунтом и обильной растительностью. Часто загорает на берегу. Питается рыбой, ракообразными, насекомыми, водными растениями.
Во время ухаживания, самцы плывут перед самкой задом наперёд и щекочут своими длинными когтями её морду. Откладывание яиц происходит с апреля по июль. В кладке 6—18 яиц. Инкубационный период длится 60—80 дней. Новорожденные черепашата появляются в июле-сентябре. Длина их тела от 31 до 33,5 см, у них хорошо заметен медиальный киль, они ярче окрашены, чем взрослые особи.
Вид распространён на островах Куба, Хувентуд, завезён на острова Большой Кайман, Кайман-Брак и Мари-Галант.
Подвиды
- Trachemys decussata decussata
- Trachemys decussata angusta